# 32519 Timholt
32519 Timholt è un asteroide della fascia principale. Scoperto nel 2001, presenta un'orbita caratterizzata da un semiasse maggiore pari a 2,424879 UA e da un'eccentricità di 0,180775, inclinata di 2,433934° rispetto all'eclittica. Ha un diametro di 4,843 km.